# Los Córdobas
Los Córdobas es un municipio colombiano ubicado al norte del departamento de Córdoba. Se encuentra a una distancia 57 km de la capital departamental, Montería. Predominan las actividades económicas primarias como la ganadería, la agricultura y la pesca, aunque en los últimos años se aprecia un crecimiento de la actividad turística.

## División Político-Administrativa
Además de su Cabecera municipal. Los Córdobas tiene bajo su jurisdicción los centros poblados:
- Buenavista
- El Ébano
- El Guáimaro
- Jalisco
- La Aponderancia
- La Salada
- Los Esquimales
- Minuto de Dios
- Morindó Santana
- Nuevo Nariño
- Puerto Rey
- Santa Rosa de La Caña

## Historia
La historia de Los Córdobas comienza con una familia Córdoba, liderada por Pablo Córdoba, que en 1862 fue gestora de la erección del poblado. Eran de procedencia chocoana y recorrían el litoral desde Urabá hasta la Ciudad Heroica intercambiando mercancías por productos de la tierra y semillas de tagua (Phytelephas macrocarpa), palma que produce la materia prima denominada marfil vegetal, que era apreciada en Cartagena para la elaboración de botones, collares, pocillos, platos, jarras, vasos, copas y diversos objetos de lujo. 
Llegaron Puerto Rey y luego a "Boca de Río" (Los Córdobas), en donde, a raíz de un naufragio, perecieron dos miembros de la familia, que fueron enterrados en el mismo sitio. Decidieron los sobrevivientes levantar un poblado, en memoria y veneración a sus muertos y ancestros. Su establecimiento fue temporal, ya que no disponían de agua potable. Luego de hacer exploraciones en la zona, descubrieron una fuente natural de agua dulce, a donde trasladaron el caserío, justo donde se encuentra hoy erigido el Monumento a la Cruz, en el área urbana del Municipio. Mediante Ordenanza n.º 0006 del 6 de junio de 1963 fue declarado como nuevo Municipio del Departamento de Córdoba, siendo su primer alcalde Jesús María Zapata, quien se posesionó el 2 de agosto. 
Los Córdobas ha sido azotado por varios eventos naturales y políticos que marcaron para siempre su historia. Del 20 a 23 de diciembre de 1943 sufrió los azotes de ciclón o mar de leva, además de las continuas lluvias que represaron el río, por la que la comunidad sucumbió bajo las aguas y el caserío quedó prácticamente arrasado. El pueblo se inundó por completo y algunos pequeños caseríos desaparecieron. 
Cuenta Jesús María Zapata Díaz, uno de los más antiguos habitantes de Los Córdobas, que a raíz del asesinato del caudillo Jorge Eliécer Gaitan (9 de abril de 1948), Los Córdobas volvió ser azotada. Nacieron las Chusmas y la Policía Política "Popol" que emprendieron la persecución partidista en toda la región generando el caos y el abandono de las tierras por parte de los agricultores y ganaderos. Se presentaron enfrentamiento y la peor parte le tocó a la población civil. El 8 de diciembre de 1950 se dio un enfrentamiento entre la Popol, los ganaderos y agricultores dueño de tierras, que dejó un saldo alto de muerto de ambos bandos. La violencia se apoderó del pueblo, pues el 13 de diciembre del mismo año Popol y civiles conservadores procedentes de Cereté entraron de nuevo a Los Córdobas bajo el mando del Teniente Clodomiro Castilla, incineraron las viviendas y saquearon todo el comercio, el cual de inmediato se vino a pique. Una vez más, centenares de personas murieron y el resto abandonó el pueblo. Solo ocho casas quedaron después de la tragedia.

## Servicios públicos
- Energía Eléctrica: Afinia, del grupo EPM, es la empresa prestadora del servicio de energía eléctrica.
- Gas Natural: Surtigas es la empresa distribuidora y comercializadora de gas natural en el municipio.